# (548) Крессида
(548) Крессида (лат. Kressida) — астероид главного пояса, который принадлежит к спектральному классу S. Он был открыт 14 октября 1904 года немецким астрономом Паулем Гёцем в Гейдельбергской обсерватории и назван в честь героини пьесы Уильяма Шекспира «Троил и Крессида».